# 다니 신이치로
다니 신이치로(일본어: 谷 真一郎, 1968년 11월 13일 ~ )는 일본의 전 축구 선수이다.

## 구단 경력
1991년 일본 사커 리그의 히타치(가시와 레이솔)에 입단했다. 1994년 재팬 풋볼 리그 준우승으로 J1리그로 승격했다. 1995년까지 59경기에 출전하여, 11득점을 넣었다. 1995년후 현역 은퇴.

## 국가대표팀 경력
그는 1990년 다이너스티컵에 참가할 일본 국가대표팀에 발탁되었으며, 7월 27일 대한민국와의 경기에서 데뷔했다.

## 통계
| 일본 | 일본 | 일본 |
| 연도 | 출전 | 득점 |
| ---- | ---- | ---- |
| 1990 | 1    | 0    |
| 통산 | 1    | 0    |